# Cha-am
Cha-am (Thai: ชะอำ, Aussprache: [t͡ɕʰáʔam]) ist die wichtigste Stadt und Sitz der Verwaltung des Landkreises (Amphoe) Cha-am. Cha-am liegt im südöstlichen Teil der Provinz Phetchaburi, welche im südwestlichen Teil von Zentral-Thailand, am Golf von Thailand liegt. Die Stadt Cha-am hat den Verwaltungsstatus Thesaban Mueang („Stadt-Kommune“; offiziell: เทศบาลเมืองชะอำ).

## Geographie
Cha-am liegt im südöstlichen Teil der Provinz Phetchaburi direkt an der Küste zum Golf von Thailand.

## Wirtschaft

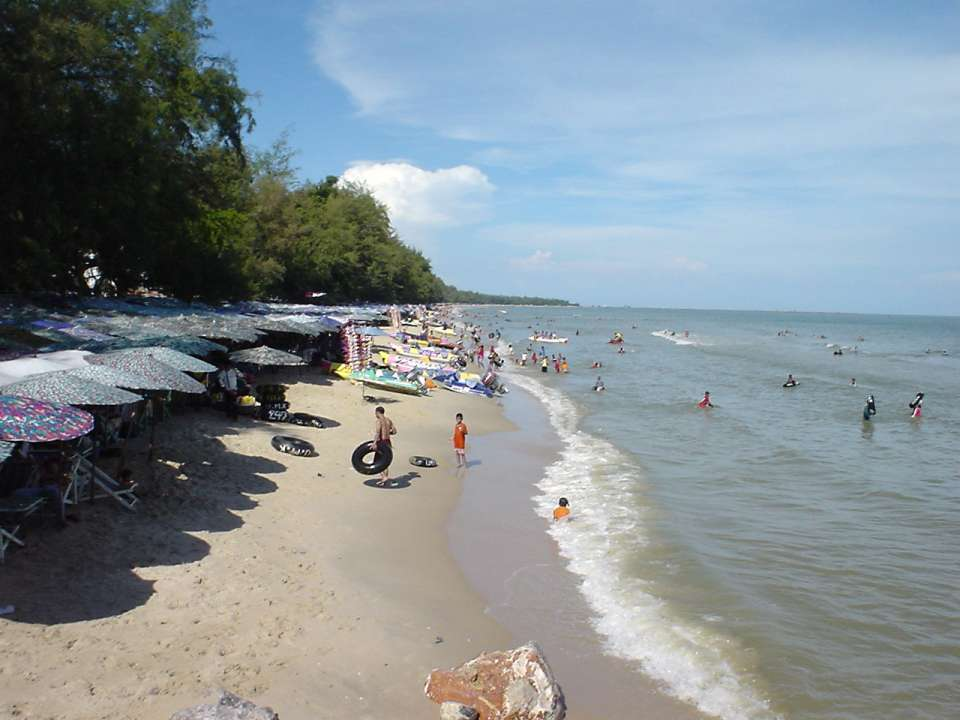
Der Strand von Cha-am

Cha-am ist ein bekannter Urlaubsort in Thailand. An seiner Küste stehen zahlreiche vielstöckige Hotelbauten.

## Verkehr

### Straßenverkehr
Cha-am liegt an einem Abzweig der Nationalstraße 4 (Thanon Phetkasem). Mit dem PKW oder dem Bus beträgt die Fahrzeit nach Bangkok etwa drei Stunden.

### Bahnverkehr
- Bahnhof Cha-am (Südlinie) Mit dem Zug beträgt die Fahrzeit nach und von Bangkok etwa drei Stunden und 30 Minuten.

### Flugverkehr
Der nächstgelegene Flughafen ist der Flughafen Hua Hin (IATA-Flughafencode: HHQ). Es gibt zurzeit keine Flugverbindung von Bangkok nach Hua Hin.

## Bildung
In Tambon Sam Phraya, etwa 25 Kilometer südwestlich der Stadt Cha-am, befand sich der Thailand Campus der Webster University. Diese war die einzige amerikanische Universität Thailands. Dort studierten über 300 internationale Studenten. Mittlerweile steht der Campus leer. Ganz in der Nähe ist die Silpakorn University IT Campus der in Betrieb ist.

## Sehenswürdigkeiten
- Tempel und Buddha-Statuen:

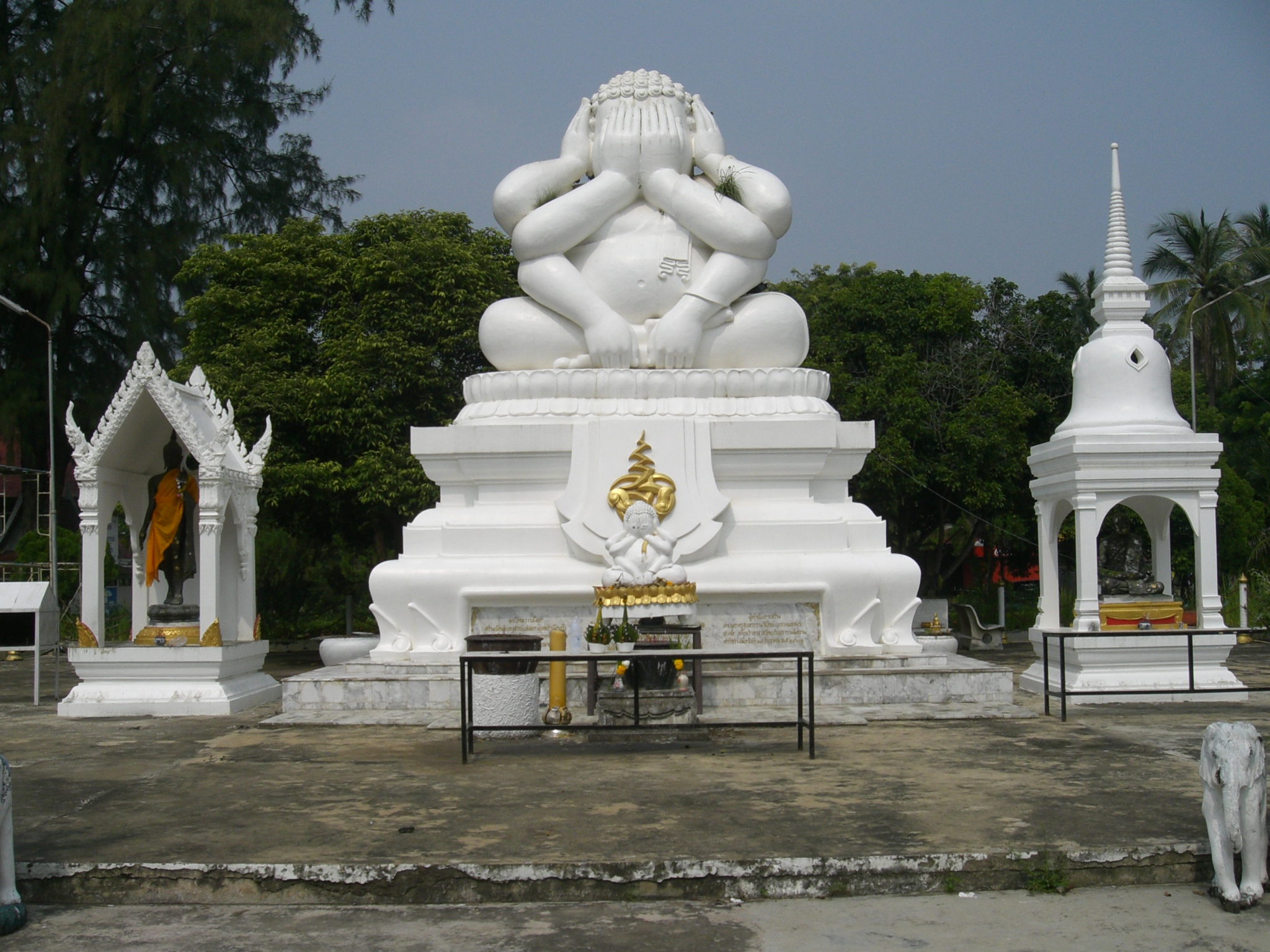
Phra Pit-thawan

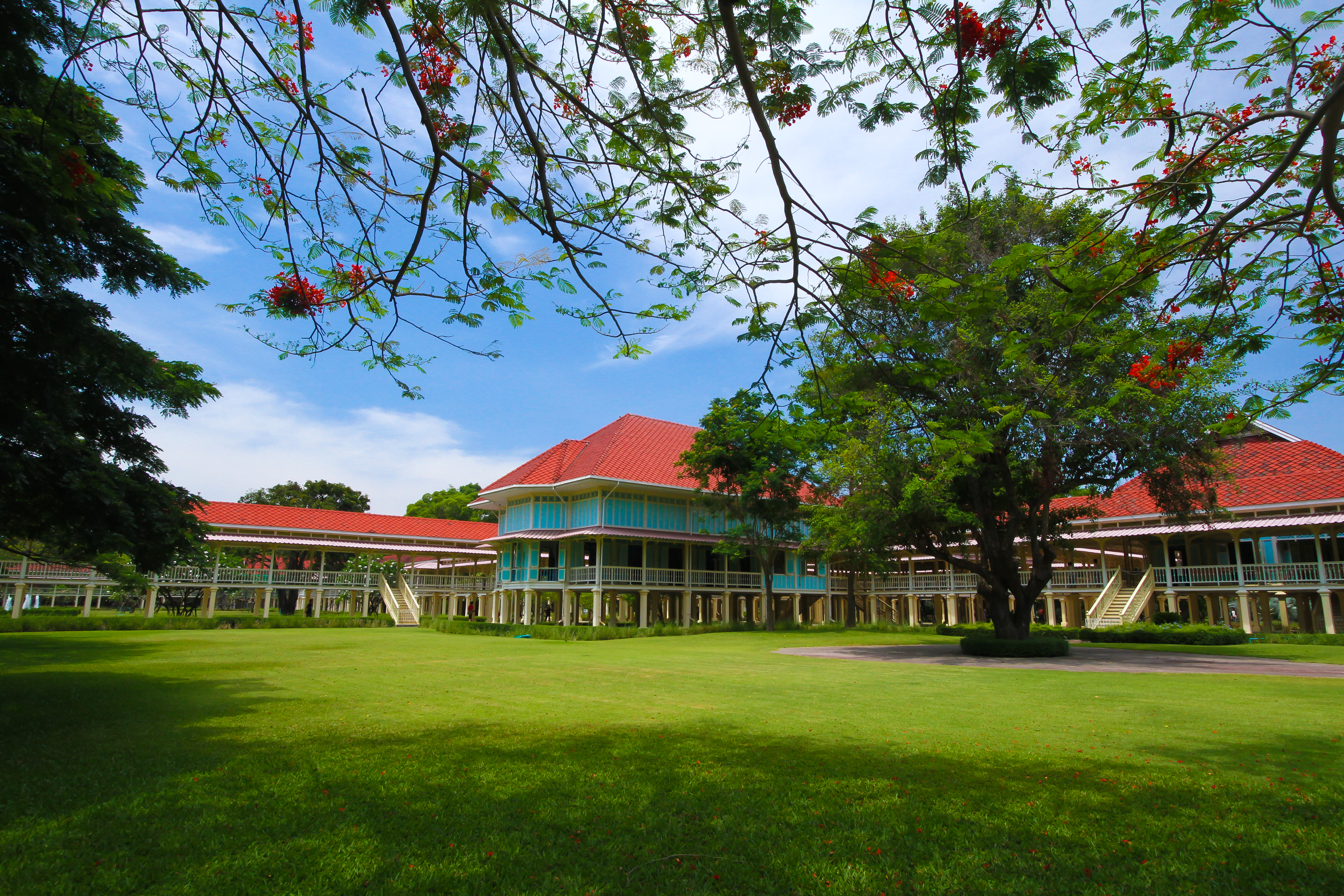
Maruekkhathaiyawan-Sommerpalast

  - Wat Neran Chararam (Thai: วัดเนรัญชราราม) − buddhistische Tempelanlage (Wat) mit der großen Statue des sechsarmigen Phra Pit-thawan (Thai: พระปิดทวาร)
- Paläste:
  - Phra Ratchaniwet Maruekkhathaiyawan[2] (Thai: พระราชนิเวศน์มฤคทายวัน – Aussprache: [pʰráʔ râtt͡ɕʰáníwêːt márɯ́kkʰátʰajjáwan], auch Mrigadayavan[3] geschrieben; übersetzt „Palast der Liebe und der Hoffnung“[4]) – ehemalige Sommerresidenz von König Rama VI. (Vajiravudh). Sie wurde 1923 auf Anraten seines Arztes erbaut. Durch die kühle und trockene Umgebung des Palastes sollte der König wieder gesund werden. Die vorherige Residenz des Königs am Strand Chao Samran wurde abgebaut und das Baumaterial (Teakholz) für den neuen Palast benutzt. Der König verbrachte zwei Sommer (1924 und 1925) im neuen Palast, bevor er verstarb.